# Abbaye d'Oudenburg
L'abbaye d'Oudenburg, appelée parfois abbaye Saint-Pierre d'Audembourg, est un ancien monastère de l'ordre de Saint-Benoît, fondé en 1084 par Arnoult de Soissons à Audembourg, en Belgique. Elle subsista jusqu'en 1797, fut vendue l'année suivante comme bien national et partiellement détruite par son acquéreur. 

## Dénomination
Oudenburg est aussi orthographié « Audembourg », « Oldenburg » ou « Aldenburg ». On trouve aussi la dénomination « abbaye Saints-Pierre-et-Paul d'Oudenburg».

## Situation
L'abbaye est située à Oudenburg, en Belgique, à 18 km à l'ouest de Bruges, dans la province de Flandre-Occidentale.

## Histoire
À l'origine, à l'endroit où siège l'abbaye, il y avait une église fondée par Ursmer de Lobbes, mort en 713.
Plus tard, Arnoult de Soissons fonde le monastère, en 1083 ou 1084, après que l'église lui eut été cédée par l'évêque Radbod II de Noyon-Tournai. Il y meurt le 15 août 1087. 
Hariulf, moine chroniqueur de l’abbaye de Saint-Riquier, fut abbé à Audembourg.[réf. nécessaire]
L'abbaye a été presque entièrement détruite durant la Révolution française. Il reste cependant :
- la maison de l'abbé datée 1756,
- une ferme avec son portail crénelé de 1671,
- une grange et un pigeonnier,
- ainsi qu'un tronçon de la muraille d'enceinte[3] qui porte encore le blason de l'abbé Maximilien d'Enghien (1616-1662), considéré comme le second restaurateur de l'abbaye[1].

## Notes et références

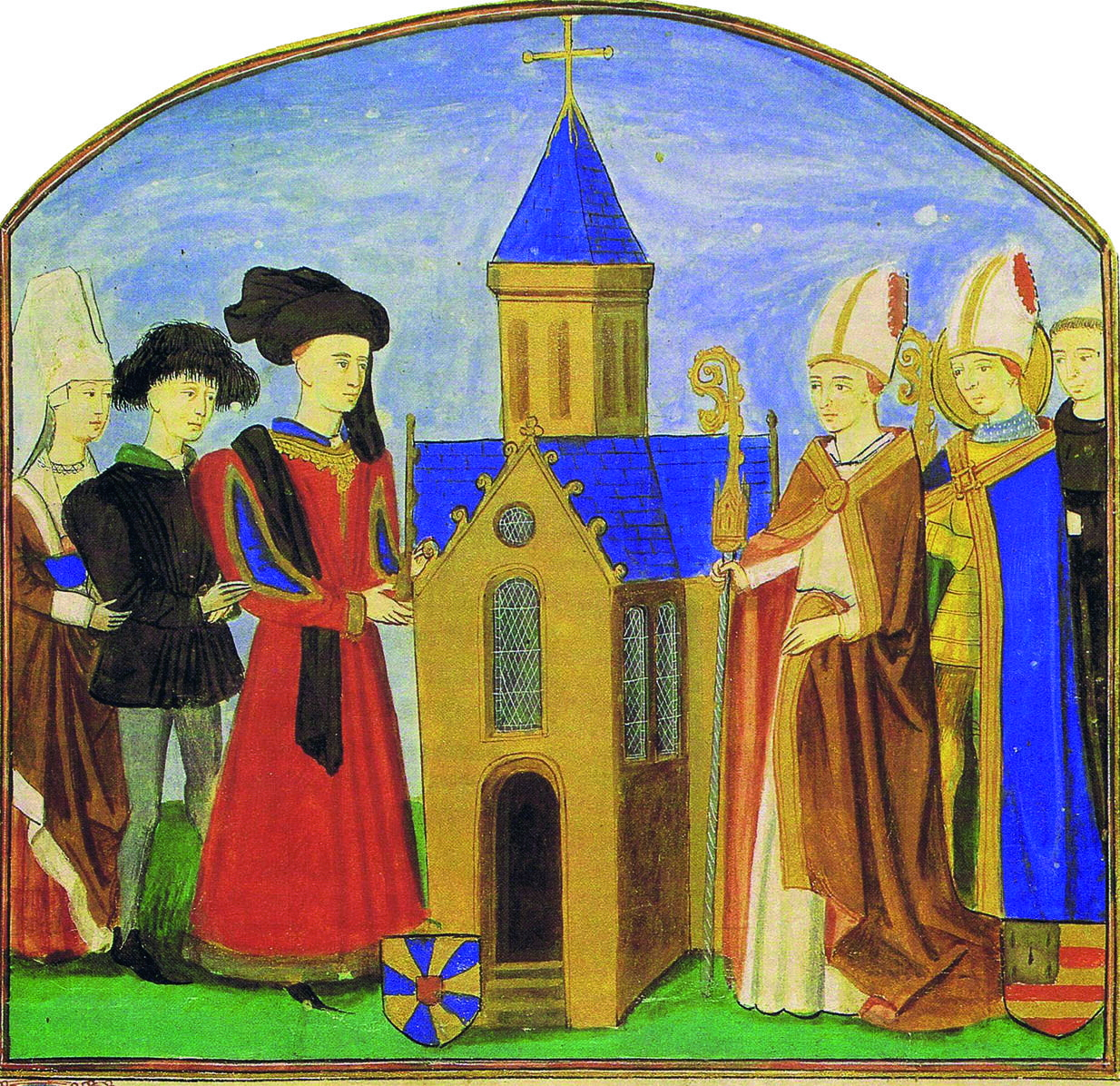
Fondation de l’abbaye Saint-Pierre d’Oudenburg en 1084. Enluminure, in : Codex Aldenburgensis, 127/5, fol. LXIIIr, Grootseminarie, Bruges (ca. 1458). De g. à d. : Hasecca de Eine et son époux Conon Ier de Eine, le comte Robert Ier de Flandre, l'évêque Radbod II, Arnoult de Soissons, un moine.